# Syd for Tana River
Syd for Tana River er en dansk film fra 1963.
- Manuskript Finn Holten Hansen.
- Instruktion Bent Christensen, Henry Geddes og Sven Methling jun.

Blandt de danske medvirkende kan nævnes:
- Poul Reichhardt
- William Rosenberg
- Axel Strøbye
- Bent Christensen
- Charlotte Ernst
- Per Wiking